# Horton River (vattendrag i Kanada)
Horton River är ett vattendrag i Kanada.   Det ligger i territoriet Northwest Territories, i den nordvästra delen av landet, 3 900 km nordväst om huvudstaden Ottawa.
Trakten runt Horton River består i huvudsak av gräsmarker. Trakten runt Horton River är nära nog obefolkad, med mindre än två invånare per kvadratkilometer.